# Flugplatz Interlaken

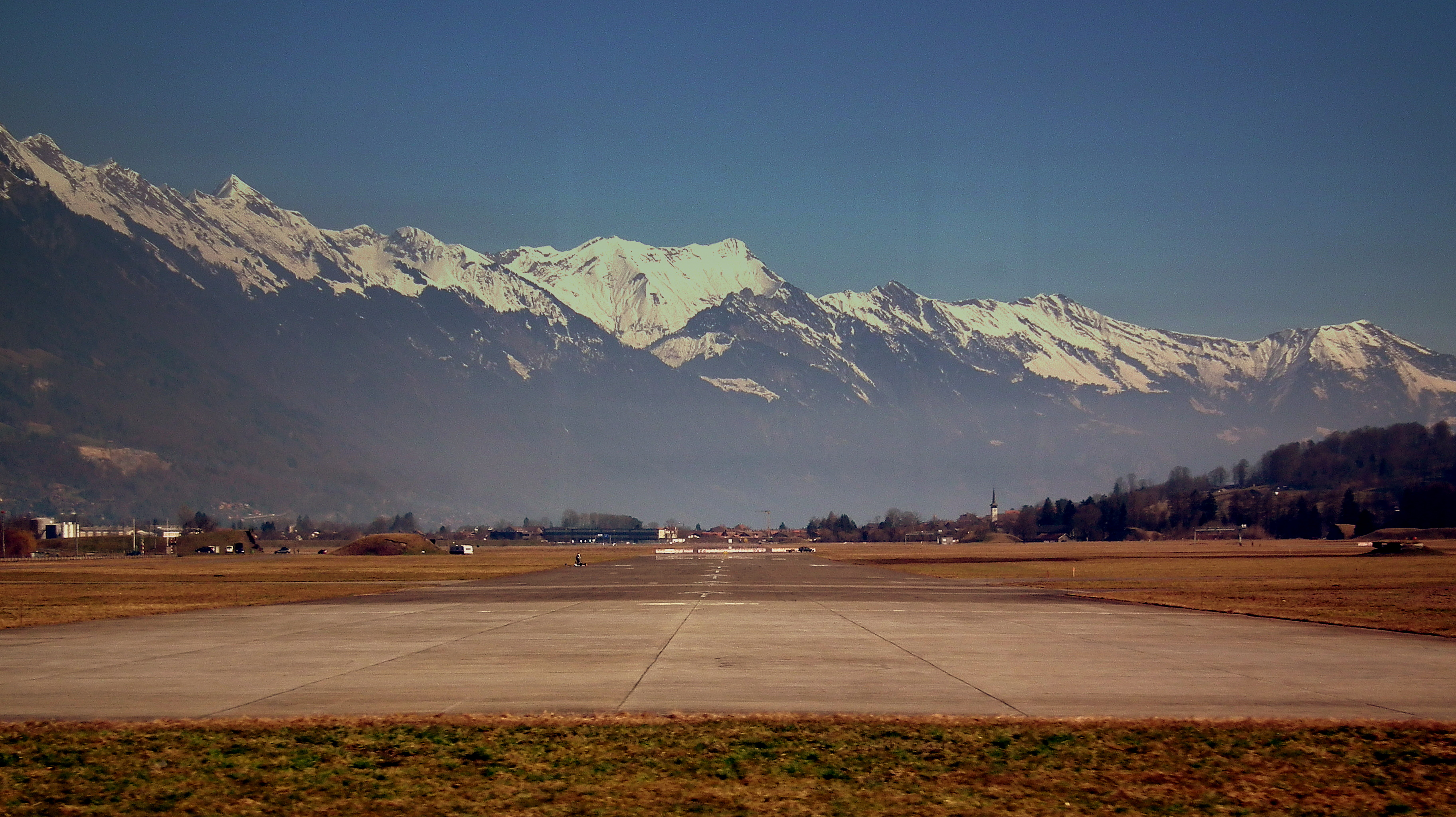
Flugplatz Interlaken

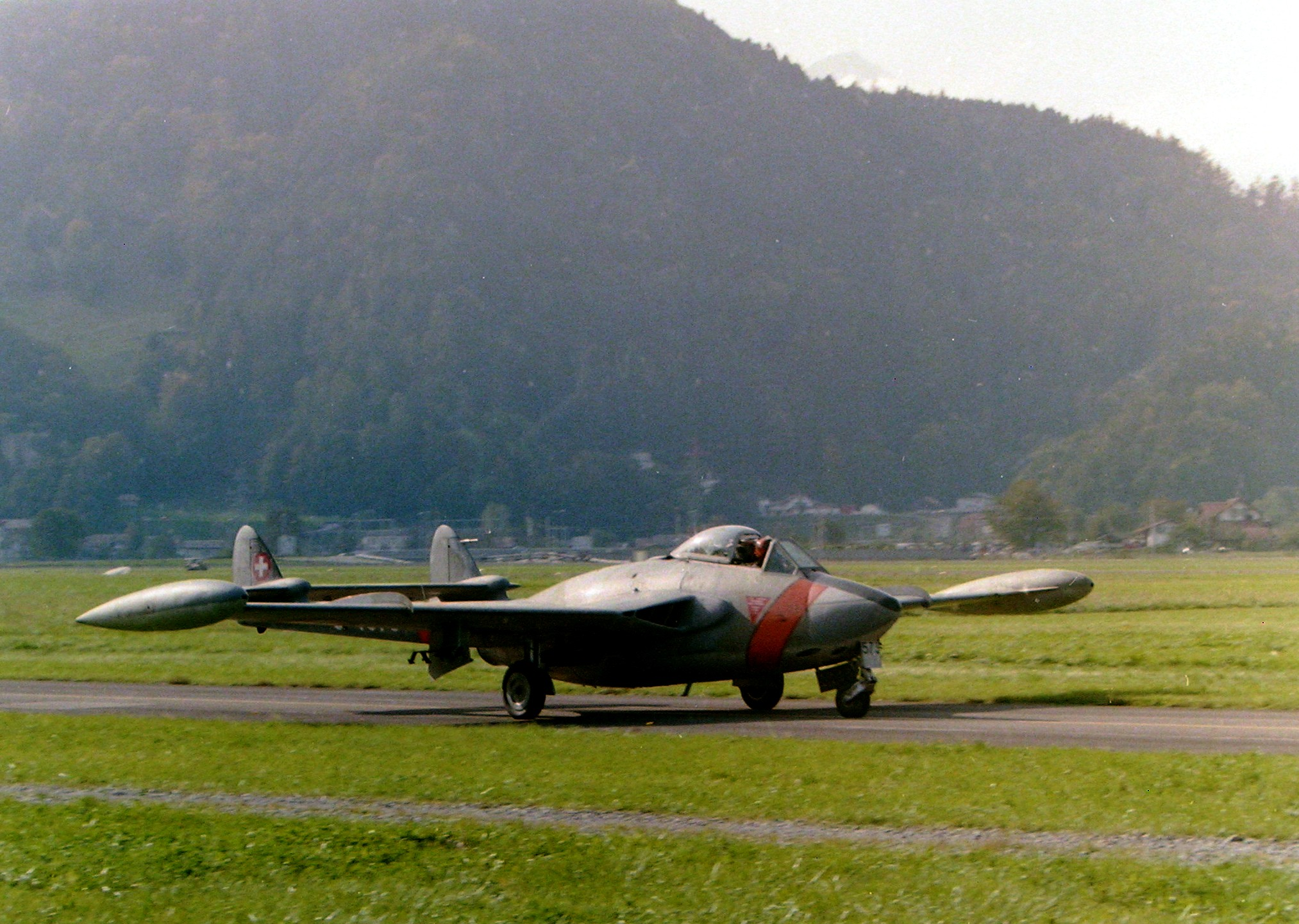
Verabschiedung der Venom-Flugzeuge der Schweizer Luftwaffe am 15. Oktober 1983 in Interlaken

Der Flugplatz Interlaken (ICAO-Code: LSMI) ist ein stillgelegter Militärflugplatz der Schweizer Luftwaffe in Matten bei Interlaken.
Am Ort befand sich ab 1919 ein ziviles Flugfeld, welches während der Wirtschaftskrise im Jahre 1930 geschlossen wurde. Der zweite Flugplatz wurde 1940 während des Zweiten Weltkriegs als Reduitflugplatz erstellt und 1941 eröffnet. Die Luftwaffe betrieb dort alle Flugzeugtypen bis zur F-5E/F Tiger und betrieb ab 1947 die Fachstelle für die Flugzeuge vom Typ DH.100 Vampire.
Diese Fachstelle wechselt 1976 nach Sion, im Folgenden wurden Hunter- und Tiger-Kontrollen durchgeführt. Bis 1963 war der Betrieb Meiringen als Dienststelle der Betriebsgruppe Interlaken geführt worden. Eine weitere Dienststelle befindet sich in St. Stephan. Im Jahr 1983 beschäftigte der Betrieb Interlaken 504 Personen, wovon deren 66 Lehrlinge waren.
Ab 1964 bis 1967 führte die Globe Air in der Hochsaison Charterflüge ab London nach Interlaken durch.
Von 1971 bis 1982 und wieder ab 2008 betreibt die Schweizerische Rettungsflugwacht auf dem Gelände eine Basis für ihre Rettungshubschrauber (Basis Wilderswil), welche den ICAO-Code LSXI erhielt. 
Die militärische Nutzung wurde 2003 eingestellt. Am 24. Mai 2003 wurde von Erich von Däniken unter der Bezeichnung Mystery Park der heutige Jungfraupark eröffnet. Seit 2005 findet auf dem Flugplatzgelände zudem das Greenfield Festival statt. Ebenfalls findet seit 1995 jährlich das Internationale Country & Trucker Festival auf dem Gelände statt.